# Bromelia fragilis
Espèce
Classification phylogénétique
Bromelia fragilis est une espèce de plantes à fleurs de la famille des Bromeliaceae, endémique de Colombie.

## Distribution et habitat
L'espèce est endémique de Colombie.
Elle vit en milieu tropical.